# Juan Blanco (compositor)
Juan Blanco (n. Mariel, Cuba; 29 de junio de 1919 – f. La Habana, Cuba; 5 de noviembre de 2008) fue el primer compositor cubano que utilizó recursos electroacústicos, espaciales y multimedios.

## Formación académica
Juan Blanco estudió derecho en la Universidad de La Habana. Se formó en piano y completó sus estudios en teoría y composición musical en el Conservatorio Municipal de Música de La Habana con el profesor José Ardévol.

## Obra
En 1942 patentó un instrumento creado por él y que denominó multiórgano.
Las primeras piezas compuestas por Blanco en 1950, tales como “Tríptico Coral”, “Cantata de la paz”, “Elegía” y “Divertimento”, presentaban un tema nacionalista. Fue el primer compositor cubano que creó una pieza electroacústica en 1961. Esta primera composición, titulada “Música para danza”, fue producida con solo un oscilador y tres grabadoras de cinta magnetofónica.
Con el triunfo de la Revolución cubana en 1959, Juan Blanco fue nombrado director musical de la emisora de radio CMZ, donde creó varias agrupaciones musicales. Al año siguiente, participó en la formación de la Orquesta Sinfónica Nacional.
En 1970, Blanco comenzó a trabajar como asesor musical para el Departamento de Propaganda del Instituto Cubano de Amistad con los Pueblos (ICAP). En esa función, creó música electroacústica para todos los materiales producidos por el ICAP.
Después de trabajar durante nueve años sin recibir pago alguno, Blanco obtuvo finalmente financiamiento para establecer un estudio de música electroacústica. Fue nombrado Director, bajo la condición de que sería el único que utilizaría el estudio. Después de varios meses, abrió el estudio a otros compositores interesados en trabajar con la tecnología electroacústica, creando de esa manera el Taller de Música Electroacústica del ICAP (TIME), donde ofreció entrenamiento a los participantes.
En 1990, el taller del ICAP cambió su nombre al de Laboratorio Nacional de Música Electroacústica (LNME), con el objetivo de promover y apoyar el trabajo de los compositores cubanos que trabajaban con medios electroacústicos.
Juan Blanco compuso numerosas piezas, tales como Ensemble V, Texturas, Episodio, Contrapunto Espacial, Erotofonías y Estudios para grupo grabado.
Fungió como director musical del Consejo Nacional de Cultura durante varios años, y creó el Festival Internacional de Música Electroacústica "Primavera en Varadero" en 1981, con el propósito de presentar las obras electroacústicas y de vanguardia de los compositores cubanos a una audiencia internacional y establecer vínculos con compositores y artistas extranjeros.

## Premios y reconocimientos
En 2000 fue nombrado miembro de honor de la Asociación de Música Electroacústica Española.